# Formel-Renault-3.5-Saison 2013
Die Formel-Renault-3.5-Saison 2013 war die 16. Saison der Hauptserie der World Series by Renault. Sie begann am 7. April in Monza und endete am 20. Oktober in Barcelona.

## Teams und Fahrer
Alle Teams verwenden das Chassis Dallara T12, Motoren von Zytek sowie Reifen von Michelin.
| Team                               | Auto # | Fahrer                 | Rennwochenende |
| ---------------------------------- | ------ | ---------------------- | -------------- |
| Tech 1 Racing                      | 01     | Michail Aljoschin      | 1–9            |
| Tech 1 Racing                      | 02     | Nigel Melker           | 1–9            |
| Arden Caterham Motorsport          | 03     | António Félix da Costa | 1–9            |
| Arden Caterham Motorsport          | 04     | Pietro Fantin          | 1–9            |
| Fortec Motorsport                  | 05     | Stoffel Vandoorne      | 1–9            |
| Fortec Motorsport                  | 06     | Oliver Webb            | 1–9            |
| ISR                                | 07     | Sergei Sirotkin        | 1–9            |
| ISR                                | 08     | Christopher Zanella    | 1–9            |
| Lotus                              | 09     | Marco Sørensen         | 1–9            |
| Lotus                              | 10     | Marlon Stöckinger      | 1–9            |
| Carlin                             | 11     | Carlos Huertas         | 1–9            |
| Carlin                             | 12     | Jazeman Jaafar         | 1–9            |
| SMP Racing by Comtec               | 15     | Daniil Mowe            | 1–9            |
| SMP Racing by Comtec               | 16     | Lucas Foresti          | 1–9            |
| International Draco Multiracing    | 17     | André Negrão           | 1–9            |
| International Draco Multiracing    | 18     | Nico Müller            | 1–9            |
| DAMS                               | 19     | Norman Nato            | 1–9            |
| DAMS                               | 20     | Kevin Magnussen        | 1–9            |
| P1 Motorsport P1 by Strakka Racing | 21     | Will Stevens           | 1–9            |
| P1 Motorsport P1 by Strakka Racing | 22     | Matias Laine           | 1–9            |
| Zeta Corse                         | 23     | Mihai Marinescu        | 1, 2           |
| Zeta Corse                         | 23     | Carlos Sainz jr.       | 3, 4           |
| Zeta Corse                         | 23     | William Buller         | 5–9            |
| Zeta Corse                         | 24     | Emmanuel Piget         | 1              |
| Zeta Corse                         | 24     | Mathéo Tuscher         | 2              |
| Zeta Corse                         | 24     | Nick Yelloly           | 3              |
| Zeta Corse                         | 24     | Mihai Marinescu        | 4, 5           |
| Zeta Corse                         | 24     | Riccardo Agostini      | 6              |
| Zeta Corse                         | 24     | Carlos Sainz jr.       | 7–9            |
| Pons Racing                        | 25     | Zoël Amberg            | 1–9            |
| Pons Racing                        | 26     | Nikolai Marzenko       | 1–9            |
| AV Formula                         | 27     | Arthur Pic             | 1–9            |
| AV Formula                         | 28     | Yann Cunha             | 1–9            |

Anmerkungen
1. ↑  P1 Motorsport wurde nach der ersten Veranstaltung von Strakka Racing übernommen.

### Änderungen bei den Fahrern
Die folgende Auflistung enthält alle Fahrer, die an der Formel-Renault-3.5-Saison 2012 teilgenommen haben und in der Saison 2013 nicht für dasselbe Team wie 2012 starteten.
Fahrer, die ihr Team gewechselt haben:
- Michail Aljoschin: Team RFR → Tech 1 Racing
- Yann Cunha: Pons Racing → AV Formula
- Lucas Foresti: DAMS → SMP Racing by Comtec
- Carlos Huertas: Fortec Motorsport → Carlin
- Kevin Magnussen: Carlin → DAMS
- Nikolai Marzenko: BVM Target → Pons Racing
- Nigel Melker: Lotus → Tech 1 Racing
- Daniil Mowe: P1 Motorsport → SMP Racing by Comtec
- Arthur Pic: DAMS → AV Formula
- Sergei Olegowitsch Sirotkin: BVM Target → ISR
- Will Stevens: Carlin → P1 Motorsport
- Nick Yelloly: Comtec Racing → Zeta Corse

Fahrer, die in die Formel Renault 3.5 einsteigen bzw. zurückkehren:
- Riccardo Agostini: Italienische Formel-3-Meisterschaft (JD Motorsport) → Zeta Corse
- William Buller: GP3-Serie (Carlin) → Zeta Corse
- Pietro Fantin: Britische Formel-3-Meisterschaft (Carlin) → Arden Caterham Motorsport
- Jazeman Jaafar: Britische Formel-3-Meisterschaft (Carlin) → Carlin
- Matias Laine: GP3-Serie (MW Arden) → P1 Motorsport
- Mihai Marinescu: FIA-Formel-2-Meisterschaft → Zeta Corse
- Norman Nato: Formel Renault 2.0 Eurocup (RC Formula) → DAMS
- Emmanuel Piget: Auszeit → Zeta Corse
- Carlos Sainz jr.: Formel-3-Euroserie (Carlin) → Zeta Corse
- Sergei Sirotkin: Auto GP World Series (Euronova Racing) → ISR
- Marlon Stöckinger: GP3-Serie (Status Grand Prix) → Lotus
- Mathéo Tuscher: FIA-Formel-2-Meisterschaft → Zeta Corse
- Stoffel Vandoorne: Formel Renault 2.0 Eurocup (Josef Kaufmann Racing) → Fortec Motorsport
- Oliver Webb: Indy Lights (Sam Schmidt Motorsports) → Fortec Motorsport
- Christopher Zanella: FIA-Formel-2-Meisterschaft → ISR

Fahrer, die die Formel Renault 3.5 verlassen haben:
- Daniel Abt: Tech 1 Racing → GP2-Serie (ART Grand Prix)
- Jules Bianchi: Tech 1 Racing → Formel 1 (Marussia F1 Team)
- Sam Bird: ISR → GP2-Serie (Russian Time)
- Kevin Korjus: Lotus → GP3-Serie (Koiranen GP)
- Jake Rosenzweig: ISR → GP2-Serie (Barwa Addax)
- Richie Stanaway: Lotus → Porsche Supercup (DAMS)
- Aaro Vainio: Team RFR → GP3-Serie (Koiranen GP)
- Giovanni Venturini: BVM Target → GP3-Serie (Trident Racing)

Fahrer, die noch keinen Vertrag für ein Renncockpit 2013 besitzen:
| - Robin Frijns - Vittorio Ghirelli - Walter Grubmüller - Anton Nebylizki | - Tamás Pál Kiss - César Ramos - Davide Rigon - Alexander Rossi | - Lewis Williamson - Daniel Zampieri |

### Änderungen bei den Teams
- Zeta Corse übernahm den Startplatz von BVM Target.
- Das Team RFR zog sich aus der Serie zurück. AV Formula erhielt den Zuschlag als Nachfolgeteam.

## Rennkalender
Der Rennkalender der Saison 2013 wurde am 20. Oktober 2012 veröffentlicht. Er umfasst neun Rennwochenenden, bei denen außer in Monte Carlo je zwei Rennen stattfinden. Das Rennen in Monte Carlo findet im Rahmen des dortigen Formel-1-Grand-Prix statt. Beim Saisonauftakt in Monza trägt die Formel Renault 3.5 ihr Rennwochenende zusammen mit der Superstars Series aus. Die restlichen sieben Veranstaltungen bilden den Kalender der World Series by Renault.
Im Vergleich zum Vorjahr finden keine Rennen mehr auf dem Nürburgring und in Silverstone statt. Stattdessen trägt die Serie Rennen in Monza und Spielberg aus.
| Nr. | Datum         | Rennstrecke       | Sieger                 | Zweiter                | Dritter                |
| --- | ------------- | ----------------- | ---------------------- | ---------------------- | ---------------------- |
| 01. | 06. April     | Monza             | Stoffel Vandoorne      | Kevin Magnussen        | Christopher Zanella    |
| 02. | 07. April     | Monza             | António Félix da Costa | Kevin Magnussen        | Stoffel Vandoorne      |
| 03. | 27. April     | Alcañiz           | Kevin Magnussen        | Will Stevens           | Arthur Pic             |
| 04. | 28. April     | Alcañiz           | Carlos Huertas         | Sergei Sirotkin        | Stoffel Vandoorne      |
| 05. | 26. Mai       | Monte Carlo       | Nico Müller            | Marco Sørensen         | Jazeman Jaafar         |
| 06. | 01. Juni      | Spa-Francorchamps | Kevin Magnussen        | António Félix da Costa | Nigel Melker           |
| 07. | 02. Juni      | Spa-Francorchamps | Stoffel Vandoorne      | Will Stevens           | Kevin Magnussen        |
| 08. | 22. Juni      | Wolokolamsk       | Stoffel Vandoorne      | António Félix da Costa | Nigel Melker           |
| 09. | 23. Juni      | Wolokolamsk       | Stoffel Vandoorne      | Kevin Magnussen        | Will Stevens           |
| 10. | 20. Juli      | Spielberg         | Marco Sørensen         | Nigel Melker           | Kevin Magnussen        |
| 11. | 21. Juli      | Spielberg         | Marco Sørensen         | Nigel Melker           | Kevin Magnussen        |
| 12. | 14. September | Mogyoród          | Nico Müller            | Kevin Magnussen        | Sergei Sirotkin        |
| 13. | 15. September | Mogyoród          | António Félix da Costa | Kevin Magnussen        | Stoffel Vandoorne      |
| 14. | 28. September | Le Castellet      | António Félix da Costa | Stoffel Vandoorne      | André Negrão           |
| 15. | 29. September | Le Castellet      | Kevin Magnussen        | Nico Müller            | António Félix da Costa |
| 16. | 19. Oktober   | Barcelona         | Kevin Magnussen        | Will Stevens           | Stoffel Vandoorne      |
| 17. | 20. Oktober   | Barcelona         | Kevin Magnussen        | Stoffel Vandoorne      | Will Stevens           |

## Wertungen

### Punktesystem
Die Punkte werden in allen Rennen nach folgendem Schema vergeben:
| Punkteverteilung | Punkteverteilung | Punkteverteilung | Punkteverteilung | Punkteverteilung | Punkteverteilung | Punkteverteilung | Punkteverteilung | Punkteverteilung | Punkteverteilung | Punkteverteilung |
| ---------------- | ---------------- | ---------------- | ---------------- | ---------------- | ---------------- | ---------------- | ---------------- | ---------------- | ---------------- | ---------------- |
| Platz            | 1                | 2                | 3                | 4                | 5                | 6                | 7                | 8                | 9                | 10               |
| Punkte           | 25               | 18               | 15               | 12               | 10               | 8                | 6                | 4                | 2                | 1                |

### Fahrerwertung
| Pos. | Fahrer            | MNZ | MNZ | ALC | ALC | MON | SPA | SPA | MOS | MOS | SPI | SPI | HUN | HUN | LEC | LEC | CAT | CAT | Punkte |
| Pos. | Fahrer            | R1  | R2  | R1  | R2  | R1  | R1  | R2  | R1  | R2  | R1  | R2  | R1  | R2  | R1  | R2  | R1  | R2  | Punkte |
| ---- | ----------------- | --- | --- | --- | --- | --- | --- | --- | --- | --- | --- | --- | --- | --- | --- | --- | --- | --- | ------ |
| 01   | K. Magnussen      | 2   | 2   | 1   | 9   | 4   | 1   | 3   | 11  | 2   | 3   | 3   | 2   | 2   | DSQ | 1   | 1   | 1   | 274    |
| 02   | S. Vandoorne      | 1   | 3   | 8   | 3   | 9   | 13  | 1   | 1   | 1   | DNF | DNF | 4   | 3   | 2   | DNF | 3   | 2   | 214    |
| 03   | A. Félix da Costa | DNF | 1   | 13  | 7   | 5   | 2   | 4   | 2   | DNF | 7   | DNF | DNF | 1   | 1   | 3   | 4   | 13  | 172    |
| 04   | W. Stevens        | 18  | DNF | 2   | 4   | 7   | DNF | 2   | 4   | 3   | 4   | 6   | 8   | DNF | 5   | 13  | 2   | 3   | 148    |
| 05   | N. Müller         | 13  | 5   | DNF | 5   | 1   | DNF | 5   | 7   | 4   | 13  | 8   | 1   | 5   | 10  | 2   | 12  | 4   | 143    |
| 06   | N. Melker         | 5   | 11  | 6   | 6   | 17  | 3   | 6   | 3   | 15  | 2   | 2   | 6   | 4   | DNF | 4   | DNF | 8   | 136    |
| 07   | M. Sørensen       | 19  | 18  | 9   | 10  | 2   | 5   | 10  | 10  | 17  | 1   | 1   | 12  | 9   | 4   | 5   | DNF | 7   | 113    |
| 08   | A. Pic            | 6   | 4   | 3   | DNF | 10  | 4   | DNF | 12  | 16  | 5   | 20  | 9   | DNF | 6   | 7   | DNF | DNF | 74     |
| 09   | S. Sirotkin       | DNF | 19* | 4   | 2   | DNF | 18  | 8   | DNF | 11  | DNF | 4   | 3   | 12  | DNA | DNF | DNF | DNF | 61     |
| 10   | A. Negrão         | 11  | 13  | DNF | 8   | 12  | 7   | DNF | 6   | 6   | 9   | 11  | 21* | 6   | 3   | 11  | DNF | DNF | 51     |
| 11   | W. Buller         |     |     |     |     |     |     |     | 5   | 20  | 6   | 5   | DNF | 16  | 8   | 8   | 5   | DNF | 46     |
| 12   | M. Aljoschin      | 15  | 14  | 10  | 11  | 8   | 14  | DNF | 16  | 5   | DNF | 18  | 5   | 13  | 17* | 6   | DNF | 14  | 33     |
| 13   | N. Nato           | 10  | 6   | 5   | 20  | DNF | 15  | 15  | 13  | 10  | DNF | 10  | 15  | 11  | 18  | 9   | DNF | 5   | 33     |
| 14   | C. Huertas        | 16  | 16  | 20  | 1   | 15  | 10  | DNF | 15  | 19  | DNF | DNF | 17  | 8   | DNF | 18  | DNF | 18  | 30     |
| 15   | O. Webb           | 4   | 9   | 11  | 17  | 11  | 12  | 9   | 9   | 7   | DNS | 16  | 16  | 10  | 13  | 22  | 10  | 10  | 27     |
| 16   | C. Zanella        | 3   | 8   | 7   | DNF | DNF | 11  | 13  | 22  | 23  | 16  | 14  | DNF | 19  | DNF | 19  | DNF | 11  | 25     |
| 17   | J. Jaafar         | 7   | DNF | 18  | 12  | 3   | 9   | 19* | DNF | 13  | 10  | 13  | 20  | 20  | 14  | 14  | DNF | DNS | 24     |
| 18   | M. Stöckinger     | 14  | 12  | 19  | DNS | DNF | 20  | 17  | 8   | 12  | 8   | 7   | 13  | 7   | 15  | 10  | DNF | 9   | 23     |
| 19   | C. Sainz          |     |     |     |     | 6   | DNF | 18* |     |     |     |     | 7   | 22  | 16* | DNF | DNF | 6   | 22     |
| 20   | N. Marzenko       | DNF | DNF | 12  | 21  | DNF | 6   | 7   | DNF | 14  | DNF | DNF | 11  | DNF | 7   | 12  | 13* | 17  | 20     |
| 21   | P. Fantin         | DNF | 7   | DNF | 18  | DNF | 16  | 12  | 18  | 8   | DNF | 9   | DNF | 14  | 11  | 20  | 9   | 20  | 14     |
| 22   | D. Mowe           | DNF | NC  | 21  | 15  | 13  | 8   | DNF | 17  | 9   | 14  | 17  | 18  | DNF | 9   | 21  | 8   | DNF | 12     |
| 23   | M. Laine          | 9   | DNF | 16  | 14  | 19  | 17  | 11  | 14  | 21  | DNF | 15  | 10  | 15  | DNF | 16  | 7   | 16  | 9      |
| 24   | Z. Amberg         | 12  | 20* | 17  | 19  | 20  | 19  | 16  | 21  | 22  | 11  | 19* | 19  | 18  | 13  | 15  | 6   | 12  | 8      |
| 25   | M. Marinescu      | 8   | 10  | DNF | DNF |     | 21  | 14  | 20  | 18  |     |     |     |     |     |     |     |     | 5      |
| 26   | L. Foresti        | DNF | DNF | 14  | 16  | 16  | 22  | DNF | DNF | DNS | 12  | 21* | 14  | 17  | DNF | 17  | 11  | 15  | 0      |
| 27   | Y. Cunha          | DNF | 15  | 15  | 13  | 18  | DNF | DNF | 19  | DNF | 15  | 12  | DNF | 21  | DNF | DNF | DNF | 19  | 0      |
| 28   | N. Yelloly        |     |     |     |     | 14  |     |     |     |     |     |     |     |     |     |     |     |     | 0      |
| 29   | E. Piget          | 17  | 17  |     |     |     |     |     |     |     |     |     |     |     |     |     |     |     | 0      |
| 30   | M. Tuscher        |     |     | 22  | 22* |     |     |     |     |     |     |     |     |     |     |     |     |     | 0      |
| –    | R. Agostini       |     |     |     |     |     |     |     |     |     | DNF | DNF |     |     |     |     |     |     | 0      |
| Pos. | Fahrer            | R1  | R2  | R1  | R2  | R1  | R1  | R2  | R1  | R2  | R1  | R2  | R1  | R2  | R1  | R2  | R1  | R2  | Punkte |
| Pos. | Fahrer            | MNZ | MNZ | ALC | ALC | MON | SPA | SPA | MOS | MOS | SPI | SPI | HUN | HUN | LEC | LEC | CAT | CAT | Punkte |

| Farbe         | Bedeutung                               |
| ------------- | --------------------------------------- |
| Gold          | Sieger                                  |
| Silber        | 2. Platz                                |
| Bronze        | 3. Platz                                |
| Grün          | Platzierung in den Punkten              |
| Blau          | Klassifiziert außerhalb der Punkteränge |
| Violett       | Rennen nicht beendet (DNF)              |
| Violett       | nicht klassifiziert (NC)                |
| Rot           | nicht qualifiziert (DNQ)                |
| Schwarz       | disqualifiziert (DSQ)                   |
| Weiß          | nicht am Start (DNS)                    |
| Weiß          | zurückgezogen (WD)                      |
| Weiß          | Rennen abgesagt (C)                     |
| ohne Farbe    | nicht am Training teilgenommen (DNP)    |
| ohne Farbe    | verletzt oder krank (INJ)               |
| ohne Farbe    | ausgeschlossen (EX)                     |
| ohne Farbe    | nicht erschienen (DNA)                  |
| fett          | Pole-Position                           |
| kursiv        | Schnellste Rennrunde                    |
| unterstrichen | WM-Führung                              |
| hochgestellt  | Platzierung im Sprintrennen             |